# 小行星10094
小行星10094（10094 Eijikato）是一颗绕太阳运转的小行星，为主小行星带小行星。该小行星于1991年2月发现。

## 轨道参数
小行星10094的轨道半长轴为2.5783668 UA，离心率为0.145。